# Black Messiah
A Black Messiah német viking/szimfonikus black metal együttes.

## Története
1992-ben alakultak Gelsenkirchen-ben. Karrierjük kezdetén klasszikus black metalt játszottak, később tértek át a szimfonikus black/viking metal műfajokra. Lemezeiket 2006 óta az AFM Records jelenteti meg.

## Tagok
- Zagan - basszusgitár, ének, gitár, hegedű, mandolin
- Garm - basszusgitár
- Ymir - gitár
- Ask - billentyűk
- Donar - gitár
- Surtr - dob

## Diszkográfia
- Sceptre of Black Knowledge (1998)
- Oath of a Warrior (2005)
- Of Myths and Legends (2006)
- First War of the World (2009)
- The Final Journey (2012)
- Heimweh (2013)
- Walls of Vanaheim (2017)

## Egyéb kiadványok
Demók
- Southside Golgotha (1995)
- Demo 2001
- Roughmix 2004
- Futhark (2004)